# 愛知県道446号新城停車場線
愛知県道446号新城停車場線（あいちけんどう446ごう しんしろていしゃじょうせん）は、愛知県新城市内を通る一般県道である。

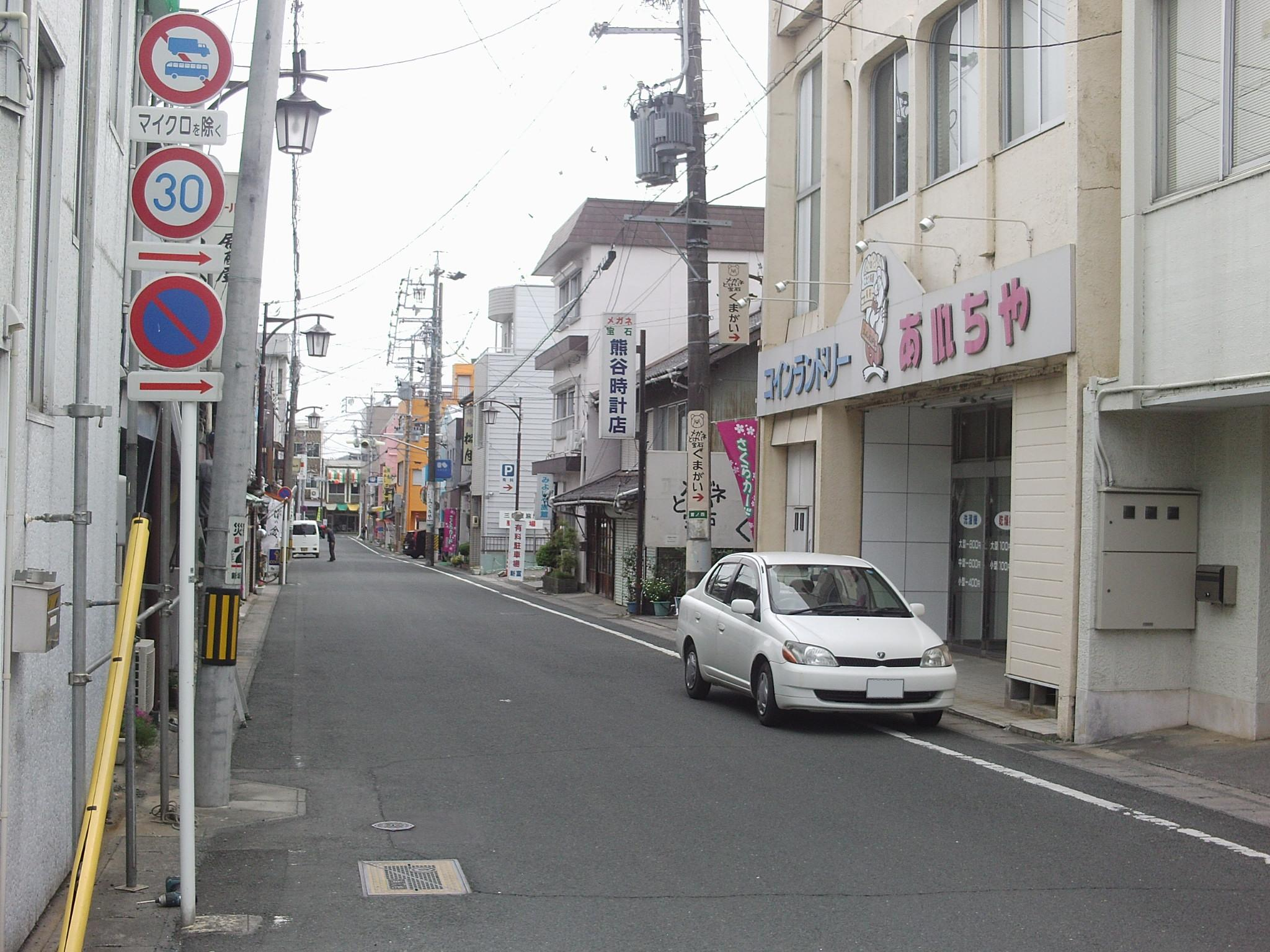
起点側から。新城駅前通りの商店街の様子（2011年5月）。

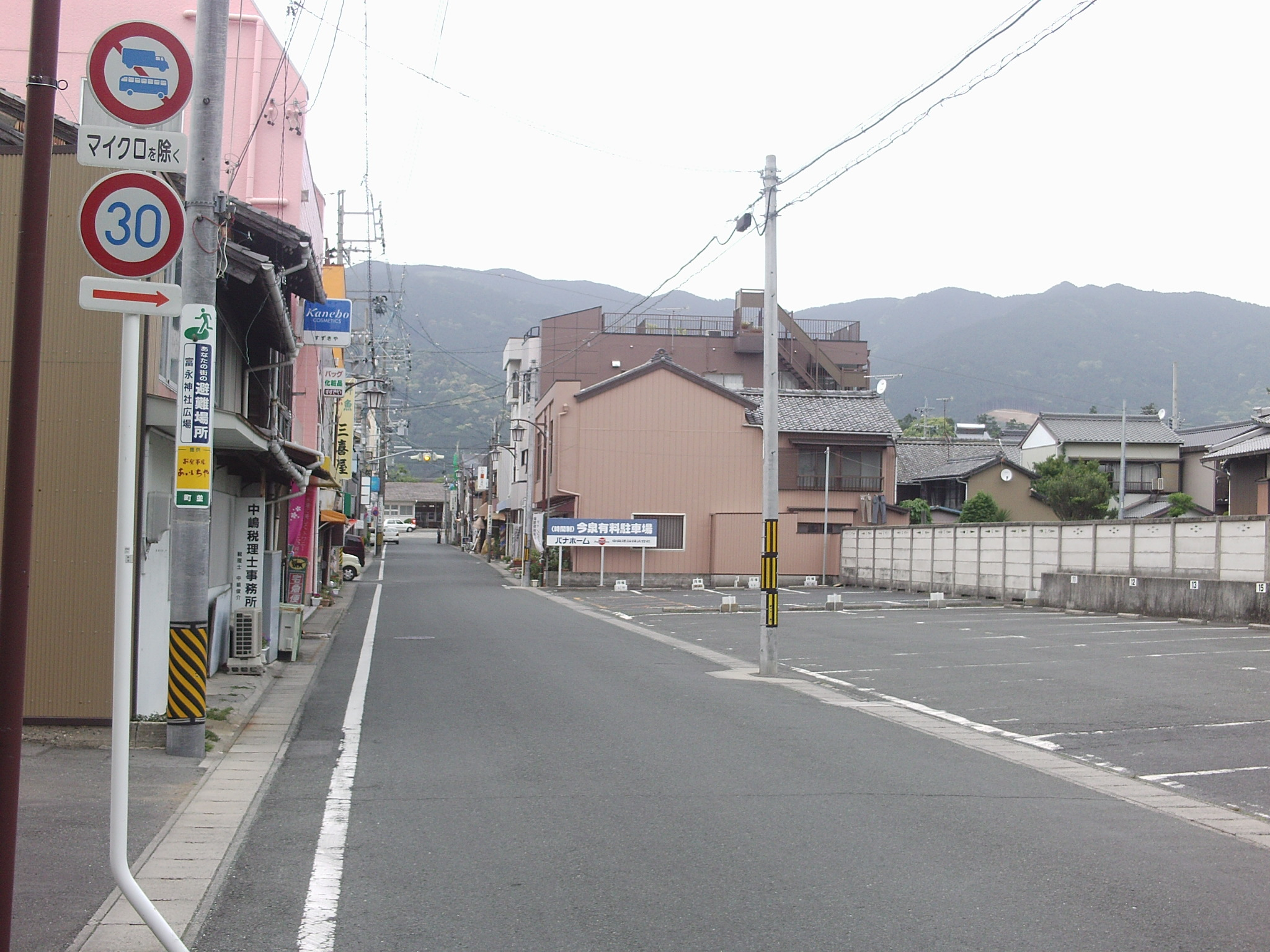
中間地点の栄町交差点付近（まちなみ情報センター横）から起点方向を望む。

## 概要
新城駅から新城市の旧市街地を通る路線である。
起点はJR飯田線新城駅前である。駅から見た場合、地図の通り右手の商店街の通りが当県道となる。一部のカーナビでは最も左手の軽自動車以下しか通れないほど狭い一方通行の路地が誤って表示されるので注意。商店街の通りを約200m南下した信号交差点で、かつては国道151号であった2車線道路（新城中央通り）に出る。ここを左折して町中を約300m東へ行くと、終点の中町交差点に到着する。

### 路線データ
- 起点：愛知県新城市宮ノ前（新城停車場）
- 終点：愛知県新城市町並（中町交差点）
- 距離：約0.5㎞

## 沿革
- 1959年12月15日：認定
- 2010年3月30日：国道151号の新城バイパス移行に伴い区間延長

## 通過する自治体
- 愛知県
  - 新城市

## 沿線周辺
- JR飯田線 新城駅
- まちなみ情報センター
- あいち銀行 新城支店
- 豊川信用金庫 新城中央支店
- 新城市民体育館
- 新城市役所

## 接続する道路
- 愛知県道439号能登瀬新城線（中町交差点）

## 別名
- 新城駅前通り（新城市町並から中町交差点までの区間）